# Tamako Market
Tamako Market (яп. たまこまーけっと Тамако ма:кэтто) — аниме-сериал студии Kyoto Animation, выходивший в эфир на телеканале Tokyo MX с 10 января по 28 марта 2013 года. Режиссёром является Наоко Ямада, известная по работе над аниме K-On!. Работа примечательна тем, что является вторым аниме, снятым данной студией по собственному сюжету, а не является экранизацией лайт-новел или манги. 8 апреля вышла лайт-новел по мотивам аниме. Книга содержит 11 рассказов, не вошедших в аниме. Фильм-продолжение Tamako Love Story вышел в японский прокат 26 апреля 2014 года, а в продажу на физических носителях 10 октября 2014 года.

## Сюжет
Главная героиня Тамако Китасиракава является дочерью владельца магазина моти и живёт в торговом квартале Усагияма, где прошло всё её детство. У Тамако есть друг детства — Мотидзо. Всё бы хорошо, вот только Мотидзо — тоже сын владельца магазинчика моти, расположенного напротив, их конкурента. И когда их отцы встречаются, они начинают драться, как кошка с собакой, поэтому отношения у Тамако и Мотидзо крайне затруднены. Настолько, что парень ни разу не подарил ей подарка на день рождения. Но вот, с поступлением в старшую школу, он наконец решился. И когда все уже готово, в торговом квартале внезапно появляется некая странная говорящая птица, которая заявляет, что является слугой при королевской семье и её задача — найти принцессу для своего принца.

## Персонажи

### Главные персонажи
Тамако Китасиракава (яп. 北白川たまこ Китасиракава Тамако) — главная героиня, учащаяся первого (с третьей серии — второго) класса старшей школы. Очень любит моти и квартал Усагияма, где родилась и выросла. Ходит в секцию твирлинга. «Приютила» Дэру. Её мама умерла, когда Тамако училась в пятом классе.
Сэйю: Ая Судзаки
Мидори Токива (яп. 常盤みどり Токива Мидори) — одноклассница и подруга детства Тамако. Её дедушка и бабушка — хозяева магазина игрушек в Усагияме. Также занимается в секции твирлинга. Нередко спорит с Мотидзо. Любит своего плюшевого медведя. 
Сэйю: Юки Канэко
Канна Макино (яп. 牧野かんな Макино Канна) — ещё одна одноклассница Тамако. Дочь плотника, ходит в секцию твирлинга. Всегда пытается удостовериться в том, что здания стоят вертикально. Всюду носит с собой линейку.
Сэйю: Дзюри Нагацума
Мотидзо Одзи (яп. 大路もち蔵 О:дзи Мотидзо:) — друг детства Тамако. Сын продавца моти, магазин его отца находится напротив магазина отца Тамако. Член кружка по изучению кинематографа, владеет камерой. Влюблён в Тамако.
Сэйю: Ацуси Тамару
Сиори Асагири (яп. 朝霧史織 Асагири Сиори) — также одноклассница Тамако. Член бадминтонного клуба. Описана как красавица в очках, сдержанная и прилежная. Становится подругой Тамако. Является предметом обожания Дэры.
Сэйю: Юри Ямасита
Дэра Мотимаддзи (яп. デラ・モチマッヅィ) — розово-белая говорящая птица (самец), поселившаяся в доме Тамако на неопределённое время. Способна воспроизводить видеозаписи по принципу кинопроектора. Фамилия созвучна выражению моти мадзуй (яп. もちまずい, дословно — «невкусные моти»).
Сэйю: Такуми Ямадзаки

### Семья Китасиракава
Анко Китасиракава (яп. 北白川あんこ Китасиракава Анко) — младшая сестра Тамако, ученица четвёртого класса начальной школы. Считает, что содержать магазин по продаже моти слегка старомодно. Стеснительная по натуре. Влюблена в своего одноклассника, но стесняется говорить ему об этом.
Сэйю: Рина Хидака
Мамэдай Китасиракава (яп. 北白川 豆大 Китасиракава Мамэдай) — отец Тамако, владелец магазина моти.
Сэйю: Фудзивара Кэйдзи
Фуку Китасиракава (яп. 北白川 福 Китасиракава Фуку) — дедушка Тамако. Живёт вместе с её семьей и помогает им в магазине.
Сэйю: Томомити Нисимура

### Семья Мотидзо
Гохэй Одзи (яп. 大路 吾平 О:дзи Гохэй) — отец Мотидзо, владелец магазина моти «Одзия».
Сэйю: Фумихико Татики
Митико Одзи (яп. 大路 道子 О:дзи Митико) — мать Мотидзо, работает в «Одзии».
Сэйю: Сацуки Юкино

### Жители квартала Усагияма
Каору Ханасэ (яп. 花瀬 かおる Ханасэ Каору) — хозяйка цветочного магазина «Florist Princess».
Сэйю: Дайсукэ Оно
Кунио Яоби (яп. 八百 比邦夫 Яоби Кунио) — DJ магазина музыки «Звезда и Клоун». Имеет привычку в разговоре с собеседником переходить на монолог. Также любит ставить музыку, совпадающую с настроением посетителей магазина.
Сэйю: Кодзи Цудзитани
Тёдзи Юмото (яп. 湯本 長治 Юмото Тё:дзи) — владелец банного дома «Усабани». Глава совета соседей, собирающегося в его банях.
Сэйю: Кёсэй Цукуи
Саюри Юмото (яп. 湯本 さゆり Юмото Саюри) — дочь Тёдзи. Обслуживает клиентов в женской половине бани.
Сэйю: Дзюнко Ивао
Фумико Мицумура (яп. 満村 文子 Мицумура Фумико) — работница мясного магазина «Just Meat».
Сэйю: Кумико Ватанабэ
Нобухико Токива (яп. 常盤 信彦 Токива Нобухико) — дедушка Мидори. Работает в Храме Токива и магазине игрушек, хорошо играет с кэндама. Любит детей.
Сэйю: Хироси Янака
Такаси Уотани (яп. 魚谷 隆 Уотани Такаси) — владелец рыбного магазина «Сашими».
Сэйю: Нарита Кэн
Мари Уотани (яп. 魚谷 真理 Уотани Мари) — жена Такаси.
Сэйю: Ёко Хикаса
Томио Симидзу (яп. 清水 富雄 Симидзу Томио) — работник магазина тофу «Симидзуя». Тайно влюблён в Саюри. Носит причёску в стиле афро.
Сэйю: Ёсихиса Кавахара
Таданао Сираки (яп. 白木 忠直 Сираки Таданао) — работник ресторана «Удон Мияко».
Сэйю: Наоя Носака

### Королевская семья
Мэтя Мотимаддзи (яп. メチャ　モチマッジィ) — принц южного острова, родины Деры. Вежливый и спокойный человек. Имя созвучно выражению «очень невкусные моти».
Сэйю: Хиро Симоно
Тёй Мотимаддзи (яп. チョイ　モチマッジィ) — сопровождающая принца, член королевской семьи острова. Может предсказывать судьбу с помощью птиц вида Дэры. Приехала в Японию, дабы забрать Деру домой. Приняла Тамако за ту самую девушку, принцессу, из-за того, что на шее Тамако есть родинка, которая является отличительным признаком «нужной девушки». Имя созвучно выражению «немножко невкусные моти».
Сэйю: Юри Ямаока

## Аниме-сериал
| Список серий | Список серий | Список серий       | Список серий |
| № серии      | Заглавие | Трансляция         |              |
| ------------ | --- | ------------------ | ------------ |
| 1            | That Girl is the Cute Daughter of a Mochi Shop Owner «Аноко ва каваий мотия но мусумэ» (あの娘はかわいいもち屋の娘) | 10 января 2013 г.  |              |
| 2            | A Valentine's Day Blooming With Love «Кой но ханасаку барэнтайн» (恋の花咲くバレンタイン)                           | 17 января 2013 г.  |              |
| 3            | Hot for a Cool Girl «Ку:ру на аноко ни аттитти» (クールなあの子にあっちっち)                                        | 24 января 2013 г.  |              |
| 4            | A Small Love Blooms «Тиисана кой, сайтятта» (小さな恋、咲いちゃった)                                                | 31 января 2013 г.  |              |
| 5            | We Spent the Night Together «Ития во томо ни сугосита дзэ» (一夜を共に過ごしたぜ)                                   | 7 февраля 2013 г.  |              |
| 6            | I Felt Chills Down My Spine Too «Орэ но сэсудзи мо коотта дзэ» (俺の背筋も凍ったぜ)                                 | 14 февраля 2013 г. |              |
| 7            | She Went to Be a Bride «Аноко га оёмэ ни иттятта» (あの子がお嫁に行っちゃった)                                      | 21 февраля 2013 г. |              |
| 8            | Don't Call Me A Chicken «Ниватори да то ва ивасэнэ:» (ニワトリだとは言わせねぇ)                                     | 28 февраля 2013 г. |              |
| 9            | Singing a Love Song «Утаттяу н да, кой но ута» (歌っちゃうんだ、恋の歌)                                             | 7 марта 2013 г.    |              |
| 10           | A Flower Blooms on her Baton «Аноко но батон ни хана га саку» (あの子のバトンに花が咲く)                            | 14 марта 2013 г.   |              |
| 11           | Who Knew She'd be a Princess? «Масака аноко га пуринсэсу» (まさかあの娘がプリンセス)                                | 21 марта 2013 г.   |              |
| 12           | Another Year Ends «Котоси мо мата курэтэтта» (今年もまた暮れてった)                                                 | 28 марта 2013 г.   |              |

## Саундтрек
Открывающую и закрывающую композиции исполняет Ая Судзаки, озвучивающая главную героиню. Песня в открывающей заставке называется «Dramatic Market Ride» (яп. ドラマチックマーケットライド Дораматикку ма:кэтто райдо, «Драматичная гонка по рынку»), в закрывающей — «Neguse» (яп. ねぐせ Нэгусэ, «Замявшиеся волосы после сна»).